# Лістра
Лістра (дав.-гр. Λύστρα ) — місто в центральній Анатолії, нині входить до складу сучасної Туреччини. Воно згадується шість разів у Новому Завіті. Лістру кілька разів відвідував апостол Павло разом з Варнавою чи Силою. Там Павло зустрів молодого учня Тимофія. Лістра була включена різними авторами в стародавню Лікаонію, Ісаврію або Галатію.

## Місцезнаходження
Вважається, що місцевість Лістра знаходиться в 30 кілометрах на південь від міста Конья (Іконія в Новому Завіті), на північ від села Гатунсарай і приблизно в 15 кілометрах на північ від маленького містечка під назвою Акорен. У невеликому музеї в селі Гатунсарай представлені артефакти стародавньої Лістри.
Лістра — стародавня назва села, яке відвідав апостол Павло. Нинішнє село під назвою «Кілістра» є поблизу Гекюрта, села Мерам району провінції Конья. Поблизу Клістри можна побачити стародавні руїни, зокрема церкву з великим хрестом, позначеним на стіні, виноробню, будинки, а також руїни міста, розташованого на вершині пагорба, який місцево називають «Алусумас», де видно ще одну руїну церкви. За словами місцевих жителів, малопомітне місто було побудоване над пагорбом, щоб сховатися від ворогів стародавньої Анатолії. Це місце ще очікує на розкопки. 
Лістра розташована на стародавній дорозі, що пролягала від Ефеса до Сард, до Антіохії в Пісидії, до Іконії та Лістри, до Дерві, через Кілікійські ворота, до Тарса, до Антіохії в Сирії, а потім до точок на схід і південь.

## Історія
Римська імперія зробила Лістру колонією в 6 році до нашої ери під назвою Colonia Iulia Felix Gemina, можливо, щоб отримати кращий контроль над племенами в горах на заході. Пізніше вона була включена до складу римської провінції Галатія, а невдовзі римляни побудували дорогу, що з’єднувала Лістру з Іконією на півночі.
Апостол Павло відвідав тут, щоб проповідувати християнську євангелію в 48 році нашої ери і знову в 51 році нашої ери під час своєї першої та другої місіонерської подорожі, спочатку після того, як переслідування вигнали його з Іконії.

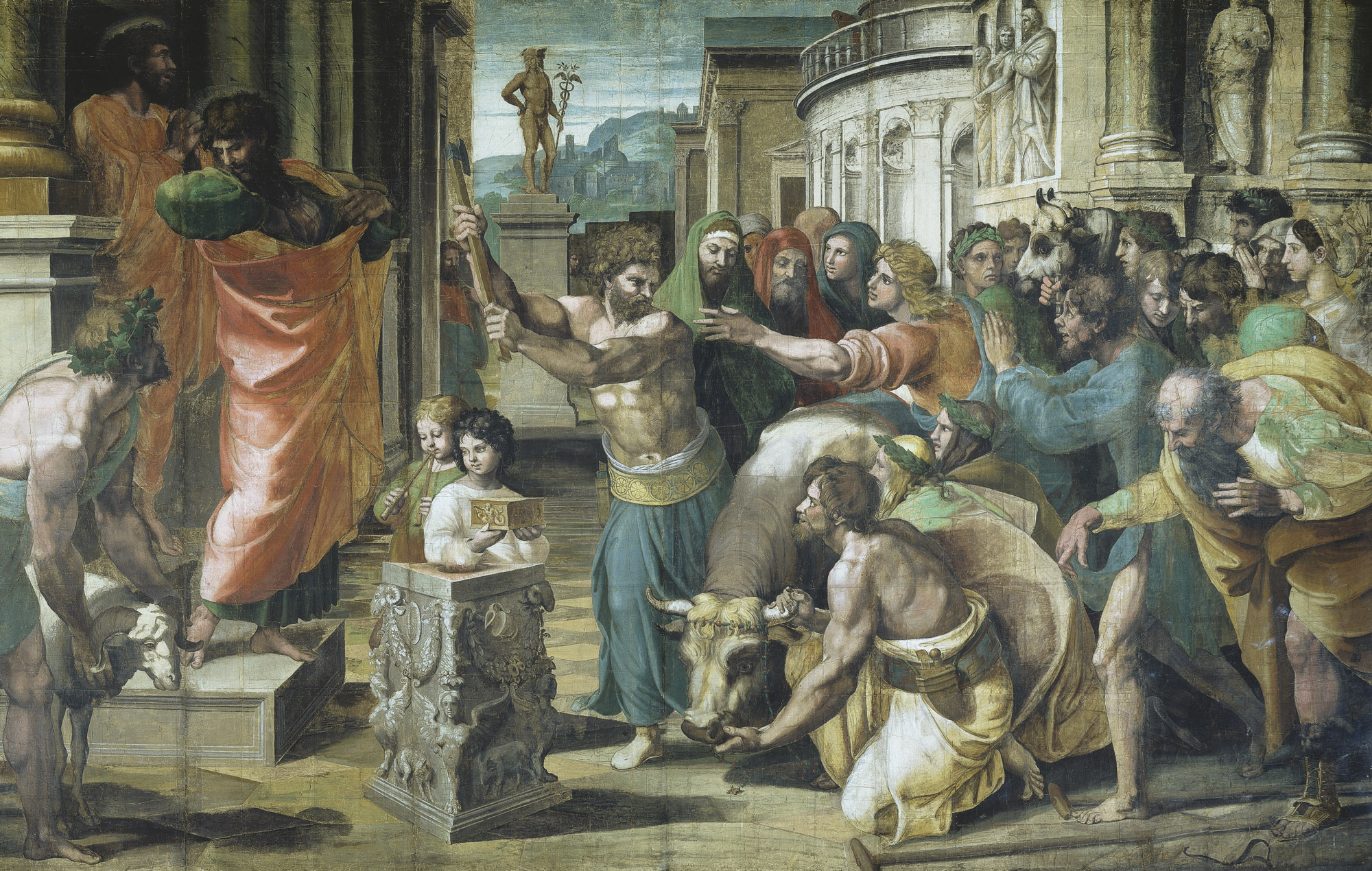
Жертвоприношення в Лістрі Рафаеля, 1515 р.

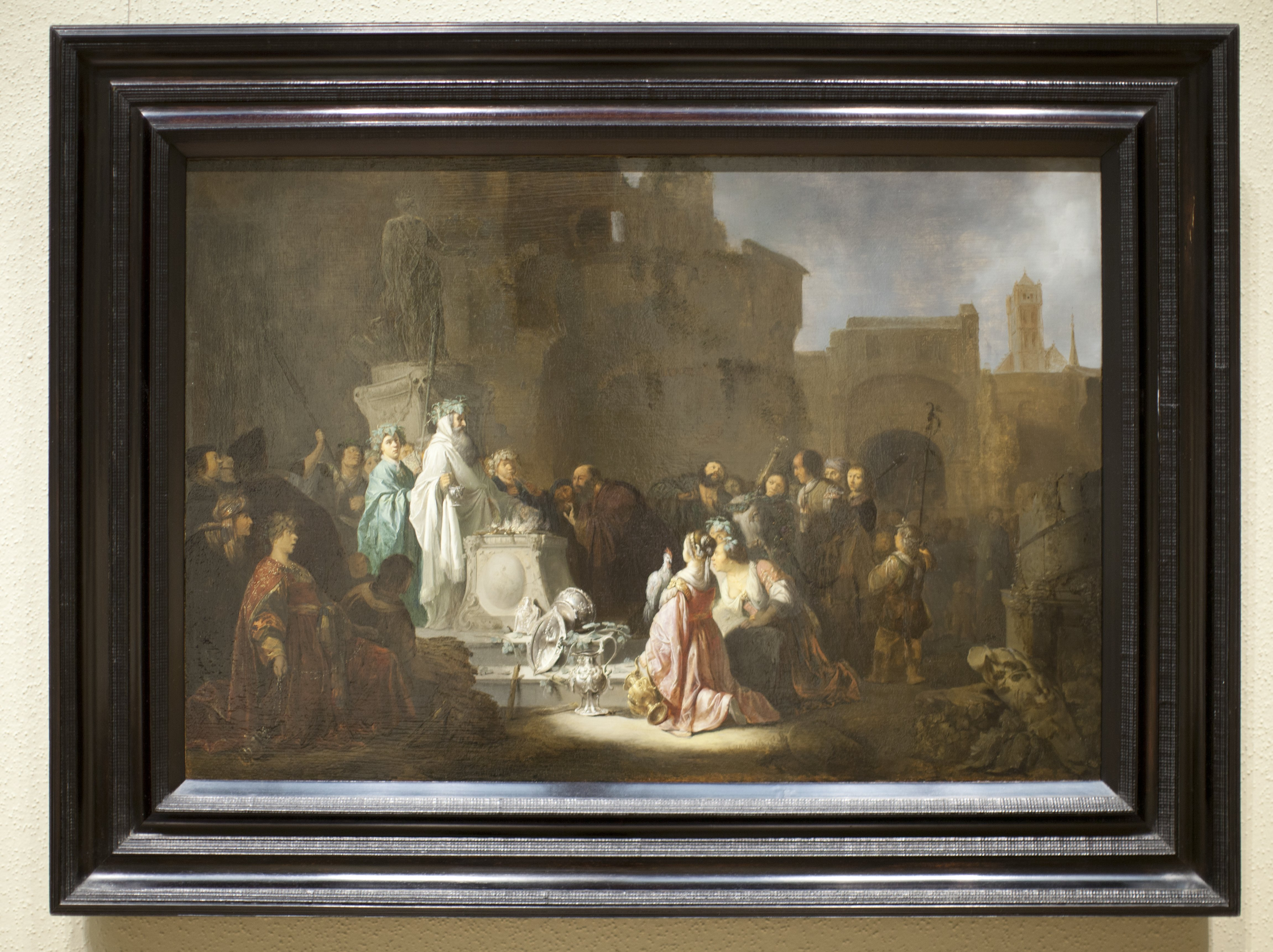
Святий Павло і Святий Варнав у Лістрі Віллем де Пуртер, 1636

Згідно з [[|]] Acts14:8–10, Павло зцілив чоловіка, який був кульгавий від народження. Чоловік підскочив і почав ходити і таким чином вразив натовп, що вони прийняли Павла за Гермеса, тому що він був «головним оратором», а його супутника Варнаву за Зевса. Натовп говорив місцевою лікаонською мовою і хотів принести їм жертви, але Павло і Варнава злякано роздерли одяг і закричали, що вони просто люди. Вони скористалися цією нагодою, щоб розповісти лістранам про Бога-Творця, посилаючись на «дощ з неба та плодоносні пори року» як доказ Божої активності та щедрості.
Однак невдовзі під впливом єврейських лідерів з Антіохії, Пісидії та Іконії листранці побили Павла камінням і залишили його вмирати. Коли учні зібралися навколо нього, Павло став на ноги і повернувся до міста. Наступного дня вони з Варнавою вирушили до Дерві; але на зворотному шляху вони знову зупинилися в Лістрі, заохочуючи учнів до стійкості.
Павло знову відвідав це місто під час своєї другої місіонерської подорожі. Тимофій, молодий учень там,, ймовірно, був серед тих, хто попереднього разу в Лістрі був свідком переслідування та мужності Павла. Тимофій покинув Лістру, щоб стати супутником Павла і Сили на решті Другої місіонерської подорожі. Імовірно також, що Павло знову відвідав Лістру на початку своєї третьої місіонерської подорожі.
На відміну від інших міст, які відвідав Павло, у Лістрі, очевидно, не було синагоги, хоча Тимофій, його мати й бабуся були євреями. Лістра, схоже, була першим місцем, де апостоли досягли язичників з євангелією Христа, не наближаючись до них через спільну мову юдаїзму. Подібно до свого пізнішого підходу в Афінах Павло представляє лістранів Богу як їхньому Творцю і Божественному Благодійнику. Богослов Джон Гілл пов’язує згадку Павла про «дощ із неба та плодоносні пори року» зі словами єврейського пророка Єремії: «Хіба хтось із нікчемних ідолів народів приносить дощ?»
У християнські часи Лістра мала єпископа. Він включений до списку титулярних престолів Римо-католицької церкви, останнім титулярним єпископом був єпископ Енріке А. Анджелеллі Карлетті в 1960-х роках, пізніше єпископ Ла-Ріохи, Аргентина.

## Залишки
Археолог і дослідник Нового Завіту сер Вільям Мітчелл Рамзі у 1907 роц іписав: «Розкопки в Лістрі терміново необхідні в інтересах історії та вивчення Нового Завіту». У 1941 році він писав: «Можна сподіватися, що якийсь ентузіаст витратить гроші, необхідні для очищення топографії Лістри; і деякі фрагменти, які зараз безцінні, можуть бути доповнені його відкриттями». 